# Fachpflegekraft für Intensivpflege und Anästhesie

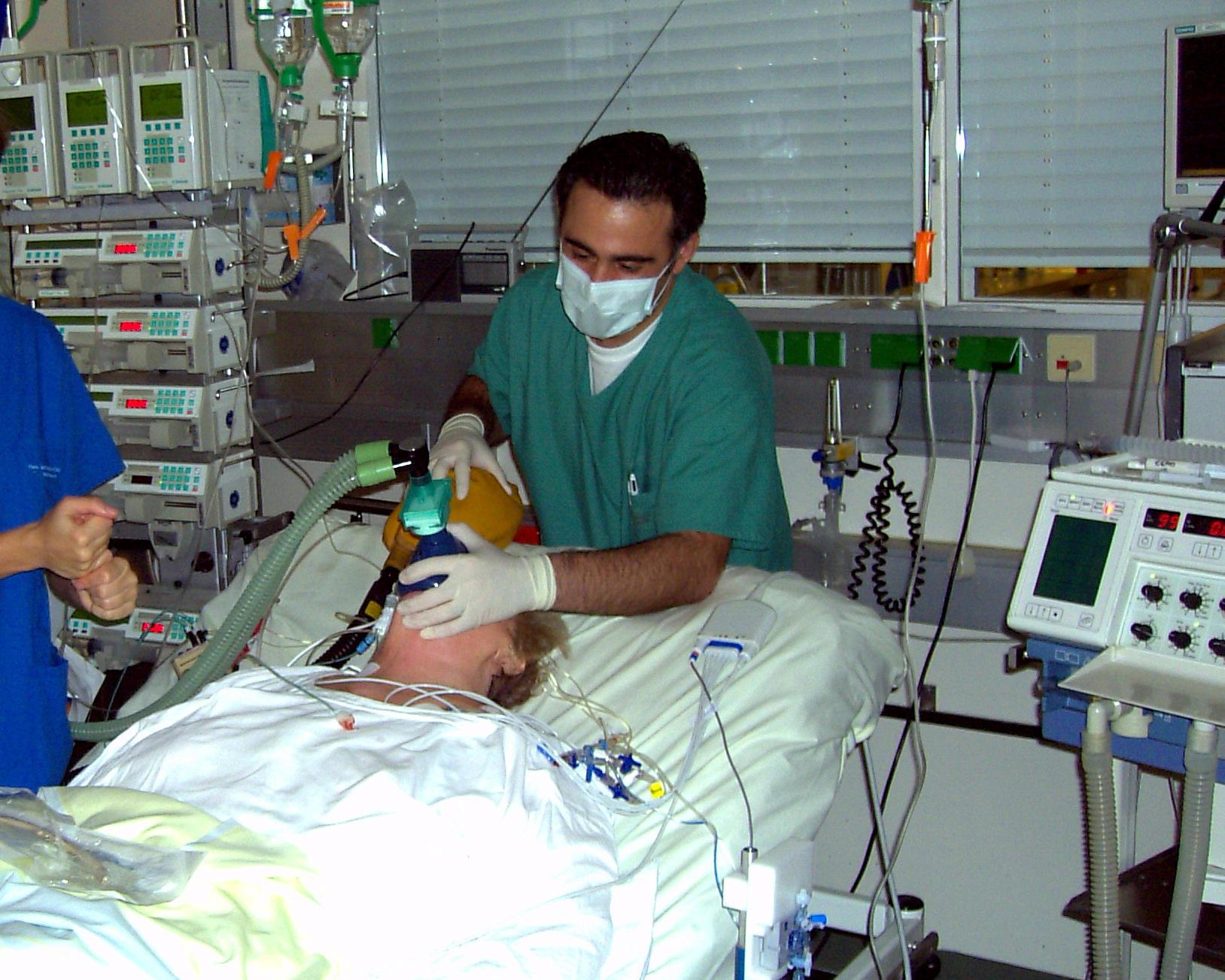
Arbeitsplatz: Intensivstation (hier: Maskenbeatmung)

Fachgesundheits- und Krankenpflegekräfte (Fachkrankenschwestern und -pfleger) für Anästhesie und Intensivpflege sind Gesundheits- und Krankenpflegekräfte, die in der Intensiv- oder der Anästhesiepflege arbeiten und zusätzlich zur dreijährigen Grundausbildung eine in der Regel zweijährige Fachweiterbildung abgeschlossen haben. In Baden-Württemberg beispielsweise wird nach der zweijährigen Weiterbildung die Weiterbildungsbezeichnung "Gesundheits- und Krankenpfleger / Gesundheits- und Krankenpflegerin für Intensivpflege und Anästhesie" vom jeweilig zuständigen Regierungspräsidium verliehen.

## Fachweiterbildung zum Fachkrankenpflegenden für Intensivpflege und Anästhesie

### Voraussetzungen
Für die Fachweiterbildung existiert seit 2009 ein Fachkrankenpflegestandard der Deutschen Gesellschaft für Fachkrankenpflege und Funktionsdienste. Die Durchführung der Fachweiterbildung richtet sich nach den jeweiligen Fachweiterbildungsordnungen der Bundesländer. Voraussetzung für die Teilnahme an der Fachweiterbildung ist eine abgeschlossene Ausbildung in der Gesundheits- und Krankenpflege, beziehungsweise ein Examen als Krankenpflegekraft und ein Arbeitsplatz in der Intensiv- bzw. Anästhesiepflege. Berufserfahrung ist seit 2009 meist nicht mehr erforderlich. In den meisten Bundesländern wird ein zweites staatliches Examen abgelegt, daher ist der Begriff Fachkrankenschwester respektive Fachkrankenpfleger eine geschützte Berufsbezeichnung.

### Dauer und Aufbau
Die  zweijährige Fachweiterbildung erfolgt berufsbegleitend an sogenannten Fachweiterbildungsstätten, die Krankenhäusern oder Krankenhausverbänden angeschlossen sind. Insgesamt werden bis zu 780 Stunden fachtheoretischer und 1800 Stunden fachpraktischer Unterricht, gemäß der „Weiterbildungs- und Prüfungsordnung für Pflegeberufe“ des jeweiligen Bundeslandes angeboten. Die Fachweiterbildung ist von Stundenzahl und Umfang her vergleichbar mit der Meisterausbildung in handwerklichen Berufen. Der erfolgreiche Abschluss berechtigt zum Studium Fachbezogener Studienfächer (Meisterstudienzugangsberechtigung). Die Praktikumseinsätze werden von der Weiterbildungsstätte in den folgenden Einsatzgebieten geplant:
- Operative Intensivstationen oder anästhesiologische Intensivstation
- Neurochirurgische Intensiv- oder Herz-, Thorax-, Gefäßchirurgischen Intensivstationen, Allgemeinchirurgische oder interdisziplinäre anästhesiologische Intensivstation
- Internistische Intensivstationen
- Dialyseabteilung
- Anästhesieabteilung: Operationssäle und Aufwachraum
- Häusliche Intensivpflege

Die Einsatzgebiete können je nach Möglichkeiten des entsprechenden Krankenhauses variieren.
Ein Teil der Unterrichtsstunden wird von den hauptamtlichen Lehrpersonen in den Einsatzgebieten erteilt.

### Abschluss
Die Weiterbildung schließt mit einer staatlichen Prüfung ab, die aus einem praktischen, einem schriftlichen und einem mündlichen Teil besteht. Statt der schriftlichen Prüfung kann auch eine dreimonatige Facharbeit geschrieben werden.
Die Teilnehmer erhalten ein Prüfungszeugnis und eine Urkunde, welche berechtigt, die Berufsbezeichnung Fachkrankenschwester/Fachkrankenpfleger für die Intensiv- und Anästhesiepflege zu führen.

## Geschichte der Fachweiterbildungen
Ab ca. 1950 kamen in Deutschland Forderungen nach speziell ausgebildeten Narkoseschwestern auf, wie es sie in den USA und anderen Ländern schon mehrere Jahrzehnte gab. Anfang der 1960er Jahre führten z. B. Kliniken in München und Freiburg und das Bundeswehrzentralkrankenhaus Koblenz die ersten Anästhesielehrgänge für Pflegende durch, um den Mangel an Anästhesisten zu kompensieren.
Die erste systematische Weiterbildung über 2 Jahre begann 1964 an der Uniklinik Mainz unter der Leitung der Krankenschwester Therese Valerius und den Anästhesieprofessoren Hálmagyi und Nolte. 1974 wurde die „Deutsche Gesellschaft für Fachkrankenpflege und Funktionsdienste e. V. (DGF)“ gegründet, deren Vorsitzende Valerius wurde. 1976 erarbeitete die Deutsche Krankenhausgesellschaft (DKG) in Zusammenarbeit mit der DGF und drei intensivmedizinischen Berufsverbänden eine Empfehlung zur Fachweiterbildung (Muster für eine landesrechtliche Ordnung der Weiterbildung und Prüfung zu Krankenschwestern, Krankenpflegern und Kinderkrankenschwestern in der Intensivpflege – Empfehlung der DKG). Diese bildet seitdem die Grundlage für Verordnungen und Gesetze bezüglich der Fachweiterbildung.
In der DDR begannen die ersten Kurse 1969, ein verbindlicher Lehrplan für eine einjährige Fachweiterbildung wurde vom Ministerrat 1983 festgelegt. Nach der Wende wurden die Fachweiterbildungen in den neuen Bundesländern weitgehend den Empfehlungen der DGF angepasst.

## Tätigkeitsgebiete
Mitarbeit im Schockraum (Teil der Notaufnahme), verschieden spezialisierten Intensivstationen bzw. Intermediate Care Units, Aufwachraum nach Operationen, Einrichtungen der Katastrophenmedizin.

### Intensivpflege

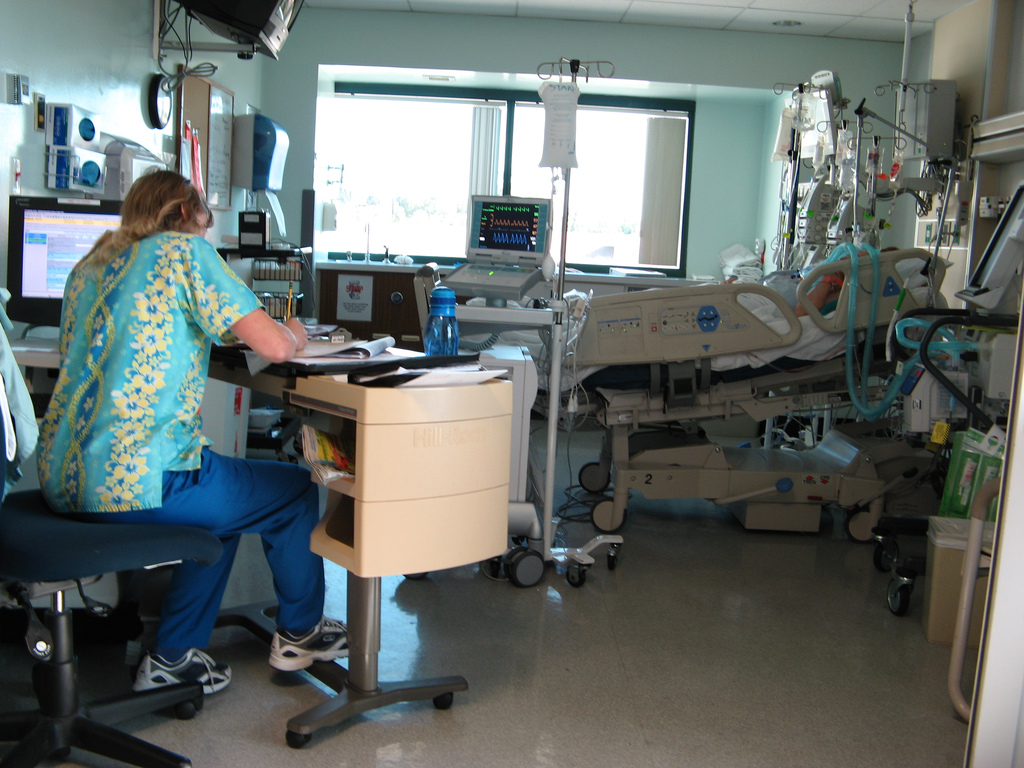
Intensivmedizinische Überwachung durch eine Intensivpflegekraft (USA)

Die Aufgaben der Intensivpflege umfassen neben der grundpflegerischen Versorgung des Patienten insbesondere die Überwachung der Vitalfunktionen, die Bedienung der Überwachungsgeräte beziehungsweise der Dialyse- und Beatmungsgeräte und die Behandlungspflege nach ärztlicher Anordnung. Hierzu gehören beispielsweise die Verabreichung von Medikamenten und die Beobachtung deren Wirkung, Assistenz bei verschiedenen kleineren Eingriffen wie der Bronchoskopie oder Anlage eines zentralen Venenkatheters und andere Maßnahmen, wie das Anlegen einer Magensonde, das endotracheale Absaugen, Überwachung der Ein- und Ausfuhr von Flüssigkeiten (Stoffwechselorgane) oder Verbandwechsel. Weitere Aufgaben sind Dokumentation von Therapie und Pflege, Transportbegleitung, die psychologische Betreuung des Patienten oder seiner Angehörigen und die Sterbebegleitung. Teambesprechungen und Fortbildung kommen hinzu.
Dabei ist die Intensivpflege nicht zwangsläufig an ein klinisches Umfeld gebunden, sondern kann auch im häuslichen Bereich, beispielsweise im Rahmen der Heimbeatmung stattfinden.

### Anästhesiepflege
Hauptartikel: Anästhesiepflege
Im Bereich der Anästhesie besteht die Hauptaufgabe darin, den Patienten vor der Narkoseeinleitung zu betreuen, d. h. Fragen zu beantworten (sofern im pflegerischen Kompetenzbereich, ansonsten Weiterleitung an den Anästhesisten), je nach Krankenhaus auch die Anlage eines peripher venösen Zugangs sowie Assistenz und Monitoring während der Ein- und Ausleitung, intraoperatives Überwachen der Vitalfunktionen sowie das Beobachten des Patienten, das Monitoring und Beobachten im Aufwachraum sowie die fachgerechte Übernahme und Übergabe des Patienten von und an Station. Des Weiteren ist es Aufgabe der Pflegekraft, die perioperative Dokumentation mit Ausnahme des ärztlichen Narkoseprotokolls durchzuführen.